# Robert Llimós
Robert Llimós i Oriol (Barcelona, 19 de octubre de 1943) es un pintor y escultor español, hijo del también pintor Camil Llimós i Aubí.
Su técnica de pintura conlleva obras realizadas al óleo, acuarela, grabados y dibujos a lápiz (bocetos), mientras que en la escultura se caracteriza por trabajar con materiales como madera, metales como el bronce, plata, aluminio y hasta poliéster. 
En 1994 la Generalidad de Cataluña le otorgó el Premio de Artes Plásticas.

## Biografía

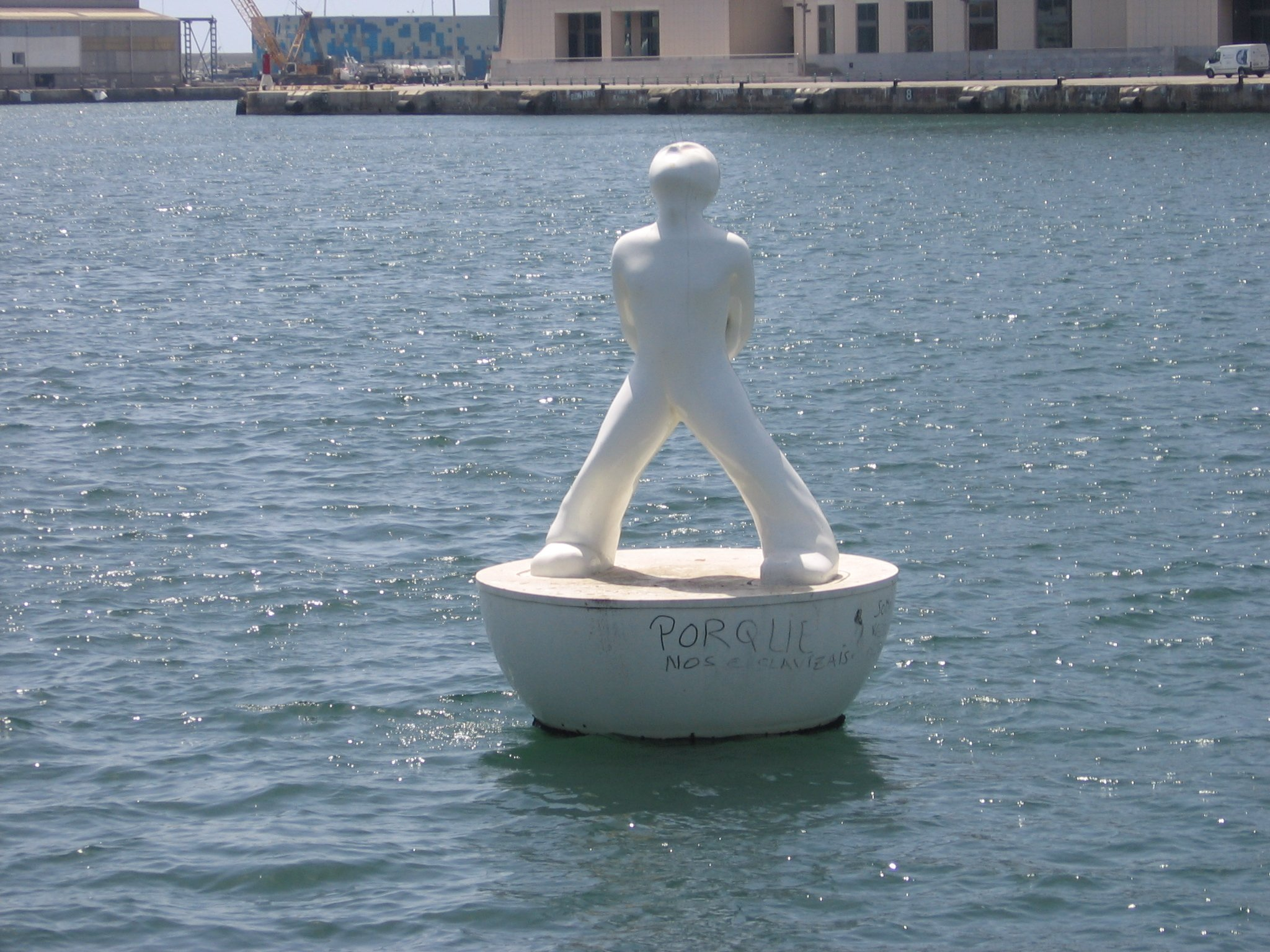
Miraestrellas (2010), Rambla de Mar, Barcelona.

Estudió en la Escuela Massana y en la Escuela Superior de Bellas Artes de San Jorge. En sus inicios formó equipo con Eduard Arranz Bravo, Rafael Bartolozzi y Gerard Sala, con quienes se dio a conocer en una exposición en 1964. En 1969 se separó del grupo, y se adentró en el arte conceptual, dentro del que realizó algunas acciones como Llimós en marcha (1972). Retornó a la pintura tras realizar por encargo un mural para la familia March en su residencia mallorquina de Cala Ratjada. Entre 1975 y 1983 residió en Nueva York, y entre 1987 y 1988 en Miami; actualmente vive en Barcelona. En 1993 se hizo una exposición retrospectiva de su obra en Hospitalet de Llobregat, y al año siguiente fue galardonado con el Premio Nacional de Artes Plásticas de la Generalidad de Cataluña. En 1996 realizó para los Juegos Olímpicos de Atlanta la escultura Marc, una de sus obras más famosas, dedicada a su hijo fallecido el año anterior, que tenía ese nombre; al año siguiente se puso una copia de esta obra en la Villa Olímpica de Barcelona. Sus pinturas, de colores vivos, se suelen centrar en la figura humana, representada con un estilo expresionista. 

En 2009 dijo tener un contacto extraterrestre en una playa de Brasil y ser abducido en una nave durante dos horas y media. Desde entonces su producción pictórica y escultórica se centra en aquella experiencia y en retratos de seres "reptilianos", sin obtener reconocimiento de la crítica.

## Obras
- Cintas (1981), en el Muelle de Bosch i Alsina de Barcelona, retirado en 1991 en una remodelación de la zona.
- Puertas del Jardín de la Torre de las Aguas (1987).
- Lignes de téte (1991), Jardín de Esculturas de la Fundación Fran Daurel, Pueblo Español de Barcelona.
- Marc (1997), Parque del Puerto Olímpico, Barcelona.
- Miraestrellas (2010), Rambla de Mar, Barcelona.